# Grupo Desportivo Varandinha
O Grupo Desportivo Varandinha é um clube de futebol sediado na cidade de Tarrafal, localizada na Ilha de Santiago, em Cabo Verde. Fundado em 23 de setembro de 1994, o clube compete na Liga Insular de Santiago (Zona Norte) e manda seus jogos no Estádio Municipal do Tarrafal.

## História
O Grupo Desportivo Varandinha, fundado em 23 de setembro de 1994, conquistou seu primeiro título regional na temporada 2015–16. A campanha foi acompanhada de uma disputa disciplinar envolvendo o Clube Desportivo Scorpion Vermelho, após a 19ª rodada da Liga Insular de Santiago Norte.
A controvérsia girou em torno da alegação de que o Desportivo Santa Cruz teria escalado um jogador irregular contra o Scorpion Vermelho. Inicialmente, os pontos da partida foram atribuídos ao Scorpion, o que alteraria a classificação final. No entanto, a federação reverteu a decisão em maio de 2016, mantendo o resultado original da partida e confirmando o Varandinha como campeão regional. 
Devido à contestação do resultado, o início do Campeonato Cabo-Verdiano de Futebol foi adiado, e o jogo entre Desportivo da Praia e Varandinha foi remarcado para 1º de junho. O Varandinha avançou até as semifinais da competição nacional, registrando sua melhor campanha até aquele momento.

## Rivalidades
O Derby de Tarrafal é o embate entre os dois principais clubes da cidade de Tarrafal:
- Sport Clube Beira-Mar do Tarrafal: Fundado em 7 de dezembro de 1985, é o clube mais antigo da cidade, originado da fusão de clubes locais. Wikipedia
- Grupo Desportivo Varandinha: Estabelecido em 23 de setembro de 1994, tornou-se um dos clubes mais populares da região.

O clássico é disputado no Estádio Municipal do Tarrafal, também conhecido como Estádio de Mangue, com capacidade para cerca de 8.000 espectadores.

### Importância da disputa e destaques
Este derby é reconhecido como uma das rivalidades mais recentes e intensas do futebol cabo-verdiano. Ambos os clubes competem na Liga Santiago Norte, e seus confrontos são marcados por grande rivalidade e emoção. Um exemplo notável ocorreu em dezembro de 2016, quando o Varandinha iniciou a defesa do título com um empate frente ao Beira-Mar, destacando a competitividade do clássico. 
Além disso, em novembro de 2024, o Varandinha conquistou a sétima edição da Taça Graciosa ao vencer o Beira-Mar por 7-1, demonstrando a intensidade e a importância desses confrontos para ambos os clubes e suas torcidas.
O Derby de Tarrafal não apenas representa a disputa esportiva entre dois clubes, mas também reflete a paixão e o orgulho da comunidade local pelo futebol.

## Contexto da Disputa
Na 19ª jornada do campeonato, o Desportivo Santa Cruz enfrentou o Scorpion Vermelho. Após a partida, o Scorpion alegou que o Desportivo havia escalado um jogador suspenso, o que, se comprovado, resultaria na perda de pontos pelo Desportivo e beneficiaria o Scorpion na classificação geral.
Inicialmente, o Conselho de Jurisdição da Associação Regional de Futebol de Santiago Norte (ARFSN) acatou o protesto do Scorpion, atribuindo-lhe os três pontos da partida. Com essa decisão, o Scorpion ultrapassou o Varandinha na tabela, somando 61 pontos contra 60 do Varandinha, e foi declarado campeão regional.

## Recurso e Decisão Final
O Varandinha recorreu da decisão ao Conselho de Justiça da Federação Cabo-verdiana de Futebol (FCF). Após análise, o Conselho de Justiça concluiu que o jogador do Desportivo Santa Cruz deveria ter cumprido a suspensão automática na 18ª jornada, e não na 19ª, como alegado. Portanto, o Desportivo não infringiu as regras na 19ª jornada.
Consequentemente, o Conselho de Justiça revogou a decisão anterior do Conselho de Jurisdição da ARFSN, mantendo o resultado original da partida (vitória do Desportivo por 2-0) e, com isso, o Varandinha foi confirmado como campeão regional com 60 pontos.

### Impacto no Campeonato Nacional
Devido à controvérsia e ao processo de apelação, o início do Campeonato Cabo-verdiano de Futebol de 2016 foi adiado. O jogo entre o Desportivo da Praia e o representante de Santiago Norte (Varandinha) foi suspenso até junho de 2016. Após a resolução do caso, o Varandinha participou do campeonato nacional, alcançando as semifinais em sua primeira participação.

## Títulos
| Competição                            | Títulos | Temporadas       |
| ------------------------------------- | ------- | ---------------- |
| Campeonato Regional de Santiago Norte | 2       | 2015–16, 2018–19 |
| Taça GAFT                             | 1       | 2016             |

## Participações em Competições
| Competição               | Participações | Melhor Resultado |
| ------------------------ | ------------- | ---------------- |
| Campeonato Cabo-verdiano | 1             | Semifinal (2016) |
| Campeonato Regional      | 17            | Campeão          |

## Estatísticas Notáveis
| Categoria                             | Número              |
| ------------------------------------- | ------------------- |
| Melhor colocação nacional             | 4º lugar (2016)     |
| Mais pontos em uma temporada regional | 63 pontos (2015–16) |
| Melhor saldo de gols (regional)       | +28 (2015–16)       |
| Melhor ataque (regional)              | 45 gols (2015–16)   |
| Maior número de vitórias (regional)   | 20 (2015–16)        |